# Zorani, Timiș
Zorani este un sat în comuna Margina din județul Timiș, Banat, România. Se află la 2 km de aceasta. Între satul Zorani și satul Margina se află Biserica de lemn "Cuvioasa Paraschiva".
(1737), declarată monument istoric.

## Istorie

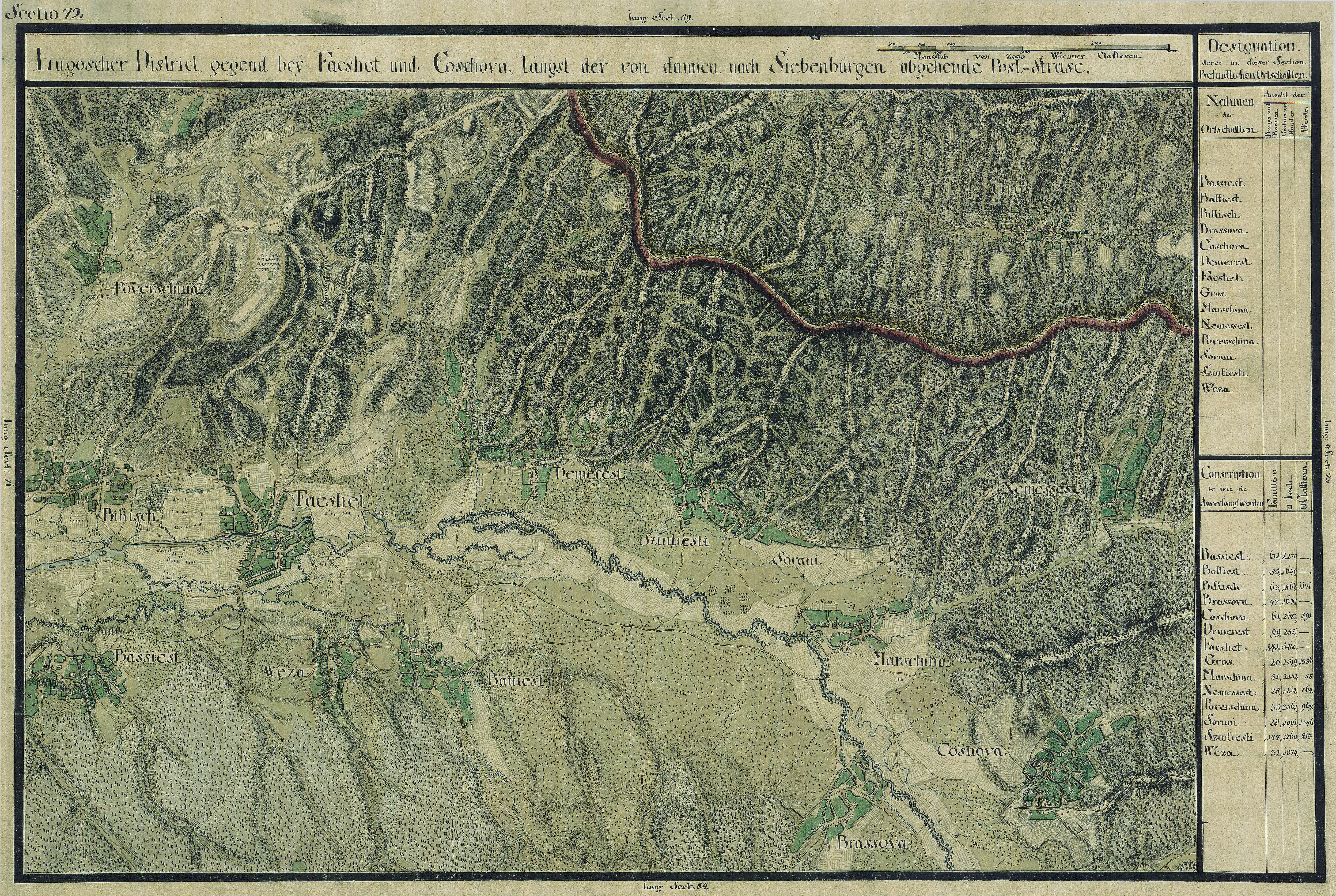
Zorani în Harta Iosefină a Banatului, 1769-72

Localitatea este amintită în secolul XVI în legătură cu rolul important jucat de nemeșul Zorbul Ioan de Zorani. La 1597 apare în documente ca proprietate a lui Ștefan Török, apoi trece în posesia fiului său. În această perioadă aparținea când de județul Timiș, când de județul Hunedoara. Conscripția de la 1717 arată că Zoraniul avea 30 de case și făcea parte din districtul Făgetului. Pe harta contelui Mercy de la 1723, apare cu numele de Sorany, iar pe harta din 1761 cu numele de Soran. În perioada interbelică aparținea de județul Severin, plasa Margina.